# Емануил Велцидис
Емануил Велцидис (на гръцки: Εμμανουήλ Βελτσίδης) е гръцки лекар и революционер, деец на гръцката въоръжена пропаганда в Македония от началото на XX век.

## Биография
Емануил Велцидис е роден в 1881 година в западномакедонския град Бер, но по произход е от Долно Шел. Става лекар в имперското училище в Цариград и е един от най-добрите в града. При началото на Гръцката пропаганда в Македония Велцидис започва активно да я подкрепя и влиза в гръцкия революционен комитет в града. Велцидис лекува в Шел болни и ранени гръцки четници. Много пъти е ходил да изпълнява лекарски задължения в колибите на гръцките чети в Ениджевардарското езеро, където освен българските четници голям враг е и маларията.
Обявен е за агент от втори ред.
Умира в 1944 година.